# Supreme Player femminile
La Supreme Player femminile è una competizione di Go sudcoreana riservata alle donne. La borsa della vincitrice è di 35 milioni di won, quella dell'altra finalista è di 15 milioni di won.
Prevede un torneo iniziale per la selezione delle due sfidanti nella finale, che si disputa al meglio dei cinque incontri.
Per la terza edizione si è passati da un torneo all'italiana, con ciascuna giocatrice che sfida tutte le altre, a un torneo a eliminazione diretta con tabellone delle perdenti: questo significa che una delle finaliste, Choi Jung, è arrivata alla finale vincendo tre incontri di seguito (ottavi, quarti e semifinale), mentre l'altra, Kim Eun-ji, è stata sconfitta agli ottavi del tabellone principale e ha poi dovuto vincere quattro incontri consecutivi nel tabellone delle perdenti.

## Albo d'oro
| Edizione | Anno   | Vincitrice | Punteggio | Finalista      |
| -------- | ------ | ---------- | --------- | -------------- |
| 1        | 2021-2 | Choi Jeong | 3-1       | O Yu-jin       |
| 2        | 2022-3 | Choi Jeong | 3-0       | Kim Chae-yeong |
| 3        | 2023   | Choi Jeong | 2-1       | Kim Eun-ji     |
| 4        | 2024   | Choi Jeong | 2-1       | Kim Eun-ji     |
| 5        | 2025   | Choi Jeong | 2-1       | Kim Eun-ji     |